# Caleb Bradham
Caleb Davis Bradham (Chinquapin, 27 maggio 1867 – New Bern, 19 febbraio 1934) è stato un farmacista statunitense, inventore della Pepsi-Cola.

## Biografia
Si laureò alla Università della Carolina del Nord a Chapel Hill dove era membro di una Dialectic and Philanthropic Societies; frequentò quindi University of Maryland School of Medicine.
Nel 1890 abbandonò la scuola di medicina a causa del fallimento dell'attività del padre. Dopo essere ritornato nella Carolina del Nord, divenne insegnante nella scuola pubblica per circa un anno. In seguito aprì una farmacia nel centro di New Bern, chiamata "Bradham Drug Company" che, come molte altre farmacie del tempo, ospitava anche un chiosco di bibite.
In questa farmacia Bradham inventò, nel 1893, la ricetta di una miscela di estratto di noce di cola, vaniglia, e oli rari per quella che era conosciuta inizialmente come "Brad's Drink", ma il 28 agosto 1898 venne rinominata Pepsi-Cola, combinazione dei termini "pepsin" e "cola". Bradham credeva che aiutasse la digestione proprio come fa l'enzima pepsina, che però non ne era un ingrediente. Il suo assistente James Henry King fu il primo ad assaggiare la nuova bevanda.